# 엔테로바이러스
엔테로바이러스(영어: enterovirus, EV)는 사람 및 포유류 질병과 관련된 (+)ssRNA 바이러스의 일종이다. 장염을 일으키는 바이러스이기에 '장바이러스'라는 명칭으로도 불리는데, 엔테로바이러스는 혈청형에 따라 약 71여종으로 분류한다. 폴리오바이러스의 임상적 중요성 때문에 폴리오바이러스와 비폴리오바이러스로 분류한다.
이러한 장바이러스는 다양한 바이러스를 포함하지만, 새롭게 발견된 것에 대해서는 EV68, 71, 73이라고 명명하고 있다. 수족구병의 원인이기도 하다. 뇌수막염과 장염, 포진성 구협염 등을 일으킨다.
비교적 안정된 바이러스로 실내 온도에서 수 일간 생존 가능하다. 바이러스 잠복기는 3~7일로 불리며, 대부분 발열 등의 가벼운 증상을 일으킨다.

## 감염경로
- 환자의 대변 또는 호흡기 분비물에 직접 접촉

- 물체의 표면을 만진 후 눈, 코, 입을 만져서 감염[1]

## 예방관리
- 올바른 손 씻기의 생활화

1. 외출 후, 식사 전, 배변 후, 조리 전, 기저귀 간 후
2. 흐르는 물에 비누 또는 세정제 등을 사용하여 30초 이상 손 씻기

- 컵이나 식기 함께 사용 금지

- 장난감 등 물체 표면이나 문 손잡이와 같이 환자가 주로 만지는 환경 청소 및 소독 잘 하기

- 씻지 않은 손으로 눈, 코, 입 만지지 않기[1]

## 역학적 특성
엔테로바이러스 감염은 매년 전 세계적으로 개별사례나 유행사례가 발생하며, 주로 온대기후지역이나 여름철, 초가을에 발생. 국내에서는 2~3년에 걸쳐 주기적으로 엔테로 바이러스에 의한 무균성 뇌수막염 엔테로 바이러스 감염증은 2009년 6월 법정 감염병으로 지정되어 감시를 시작하게 되었으며, 2011년부터 환자 감시를 시작하여 2012년 감시 결과 총 7,518건이 신고되었다.

## 같이 보기
- 수족구병(HFMD)
- 뇌수막염
- 장염
- 포진성 구협염